# Музей Тейлора
Музей Тейлора (нід. Teylers Museum) — науково-природничий і музейний заклад в місті Гарлем, створений з метою просвітництва. Найстаріший серед публічних музеїв країни.

## Заснування

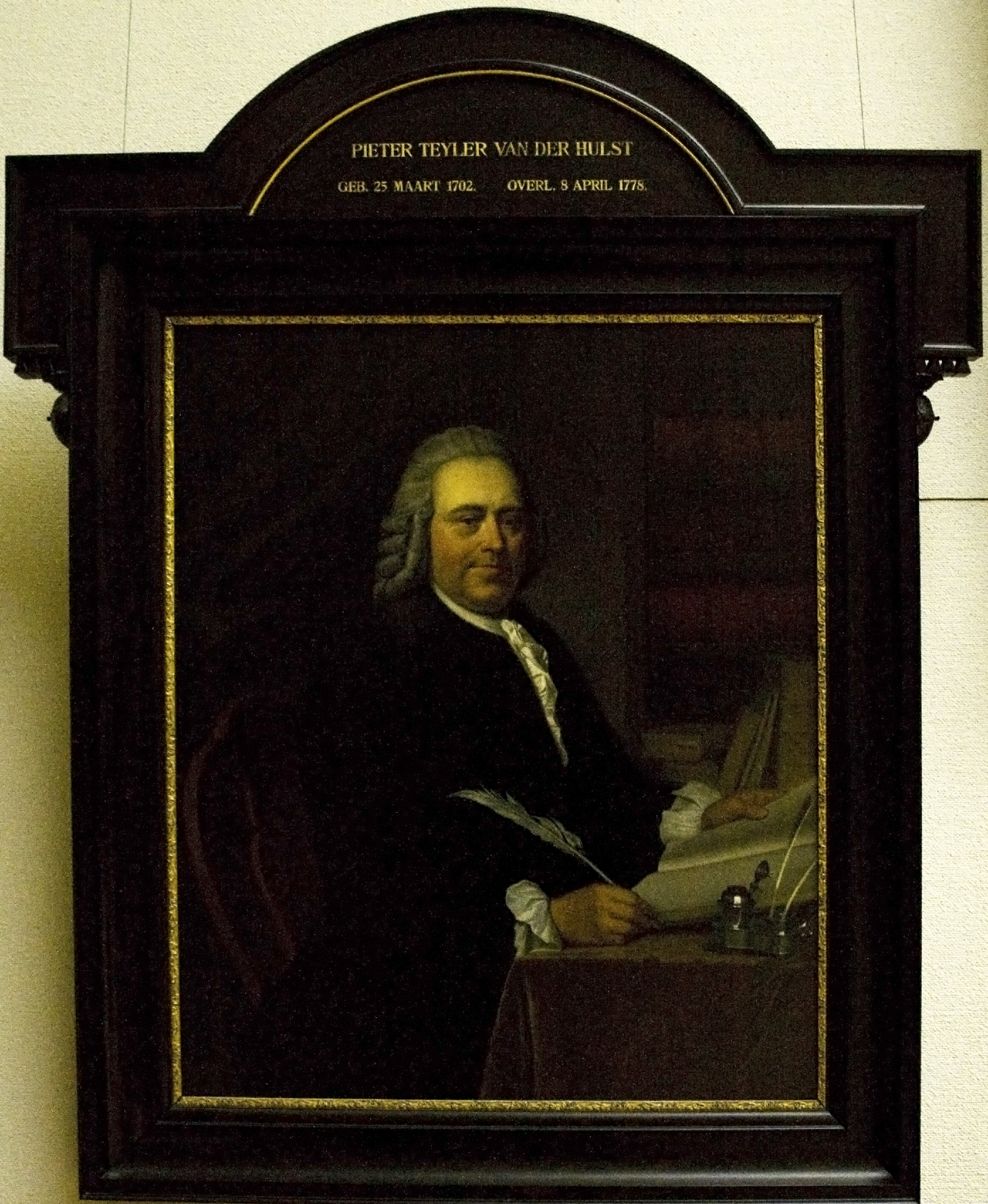
Пітер Тейлор ван дер Гюлст.

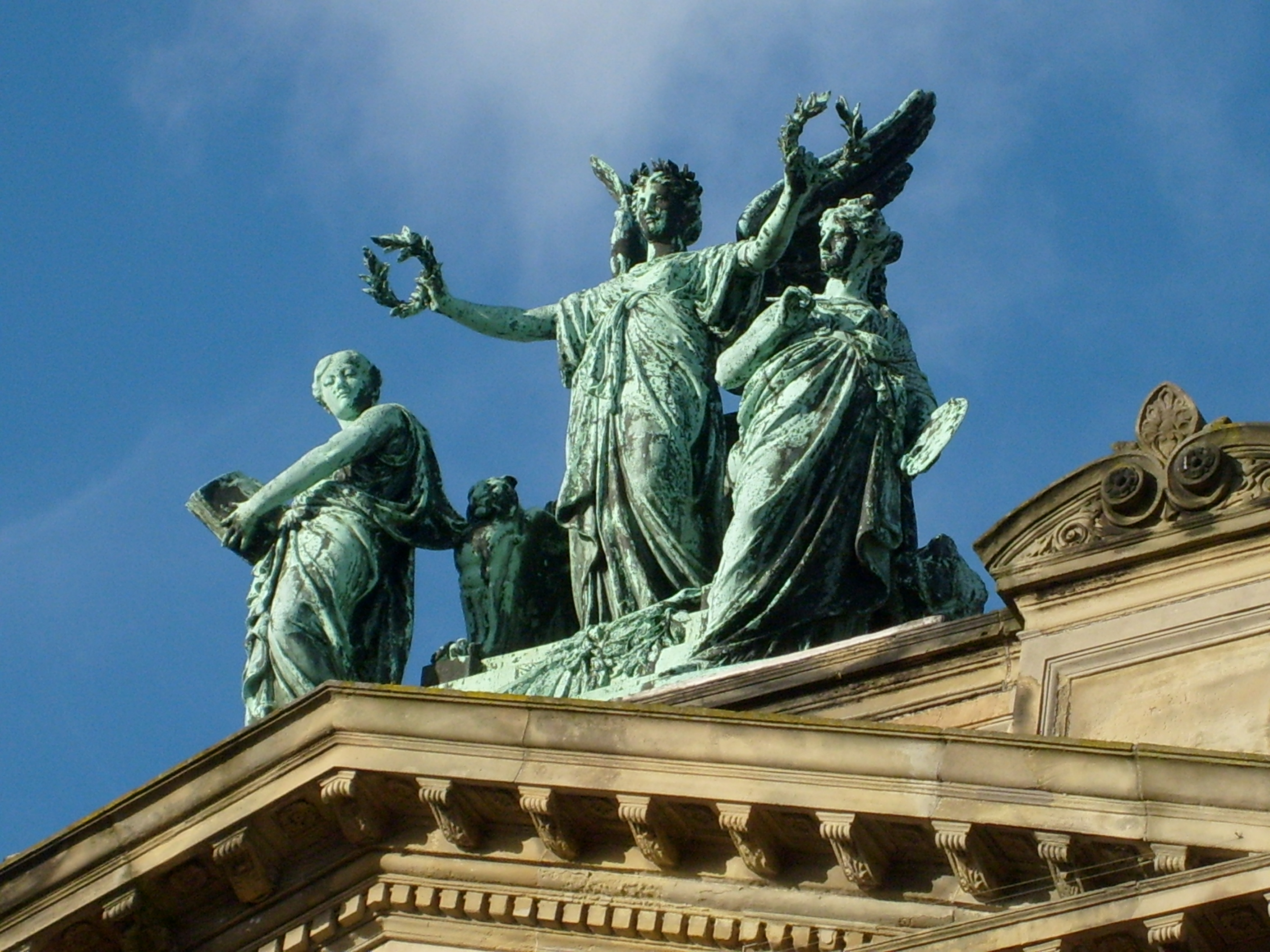
Науки та Мистецтва, які увінчує лавровими вінками крилата алегорія Слави.

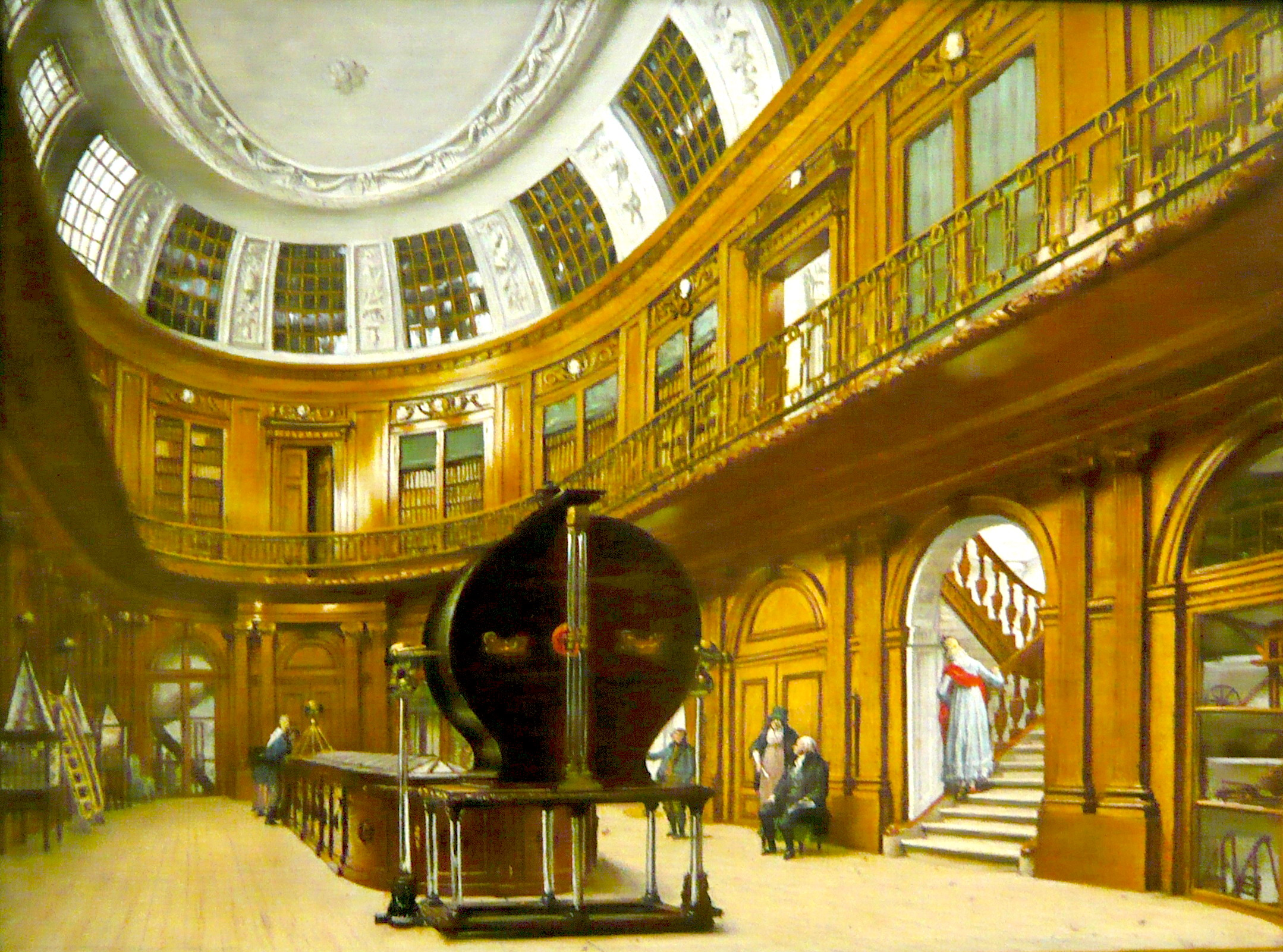
Овальна зала у 1831 р.

Музей названо на честь промисловця Пітера Тейлора ван дер Гюлста (1702–1778), що збагатів на виробництві коштовного текстилю і шовку. Особа доби Просвітництва, Пітер Тейлор збирав різноманітні колекції, що почасти скидались на Кабінет курйозів 17 століття, але на новому етапі.
У будинку Тейлора збирались три гуртки-товариства:
- для обговорення богословських питань
- для обговорення новин наук
- малювальна школа.

Засідання проходили раз на тиждень, кожне товариство мало п'ять керівників (щось на кшталт звичних в Голландії регентів), будь-що громадян Гарлема. Пітер Тейлор і богословський гурток належали до релігійної течії меннонітів. По смерти Тейлора (у 1778-му) малювальна школа була переведена в нове приміщення заради вивільнення площі під музейні колекції, так званий Натуральний кабінет та бібліотеку. Виконуючи волю померлого, був створений комітет по створенню музейного закладу з метою пропаганди наукових і мистецьких знань на базі колекцій Тейлора. Було вибудоване перше приміщення позаду будинку Тейлора. У 1784 році було завершене створення Овальної зали, де розгорнуті експозиції наукових приладів, палеонтологічних знахідок, малюнків відомих художників минулого, невеличка збірка картин провінційних майстрів. Залу створив архітектор Вервант Линдерт (1752–1801). Рік 1784 став роком заснування найдавнішого публічного музею в Нідерландах.
В добу історизму у 1878 році за проектом віденського архітектора Христіана Ульриха створено помпезний парадний фасад музею в стилістиці класицизму. Аттик над трикутним фронтоном прикрасили пафосними скульптурами Науки та Мистецтва, які увінчує лавровими вінками крилата алегорія Слави.
Гарлемський архітектор Ван дер Стур розробив проект нових залів в 20 столітті. 1996 року музейний заклад дістав нове крило. Нове будівництво закінчили в 2002 році, і музей Тейлора має дванадцять музейних залів.

## Колекції
Серед музейних колекцій 
- нумізматика
- медальєрне мистецтво

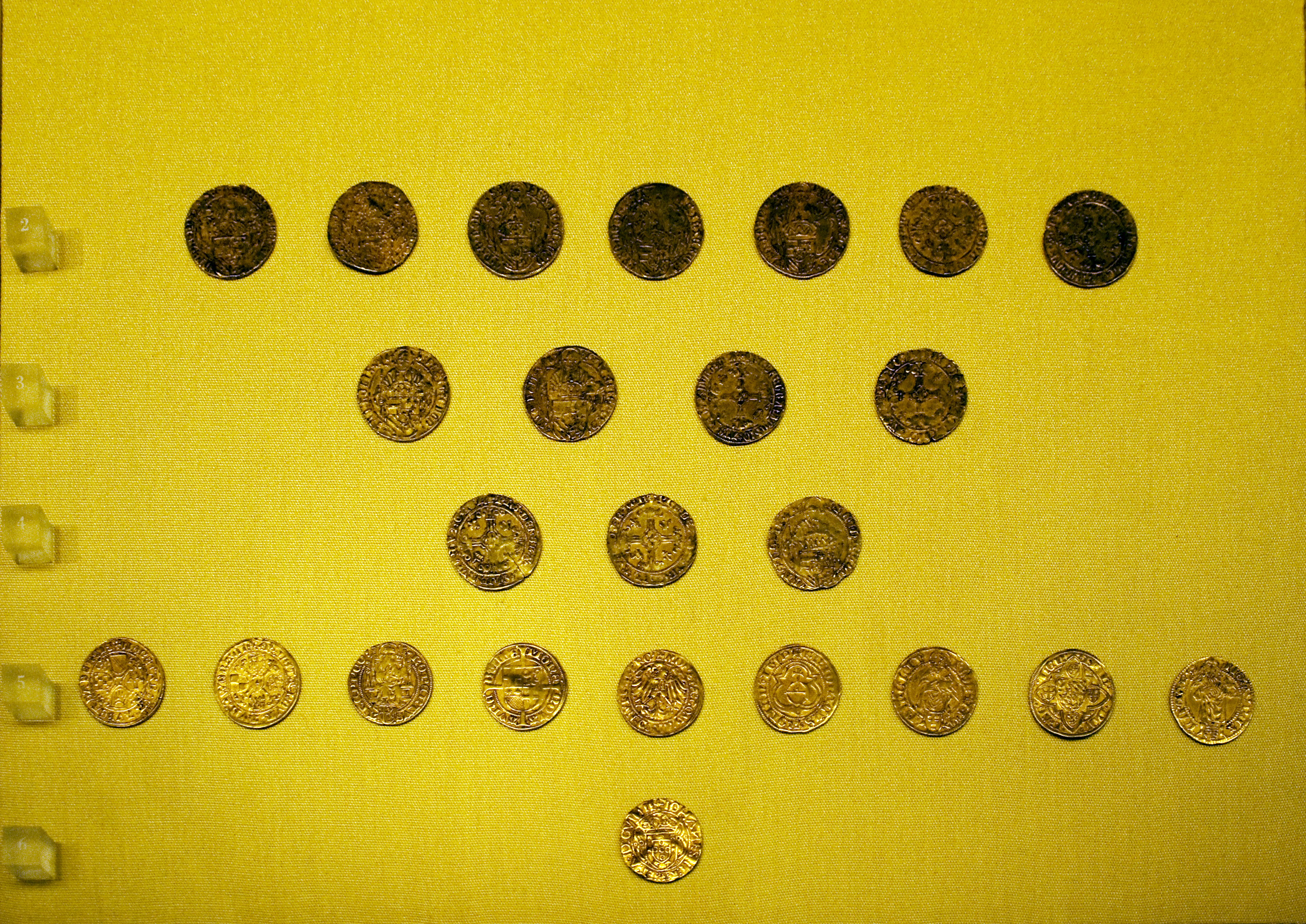
Нумізматичні скарби 16 століття

- палеонтологічні знахідки, серед яких відбиток археоптерикса
- наукові прилади 18-19 століть
- малюнки старих майстрів (Антоніс ван Дейк, Рембрандт, Мікеланджело Буонарроті, Даніеле да Вольтерра, Гендрік Гольціус та ін.)
- колекція гравюр
- картини провінційних майстрів.

Музейні збірки зберігають характер приватного зібрання та Натурального кабінету 19 століття, незважаючи на зміни і додатки.

## Навчальні штудії-малюнки Мікеланджело

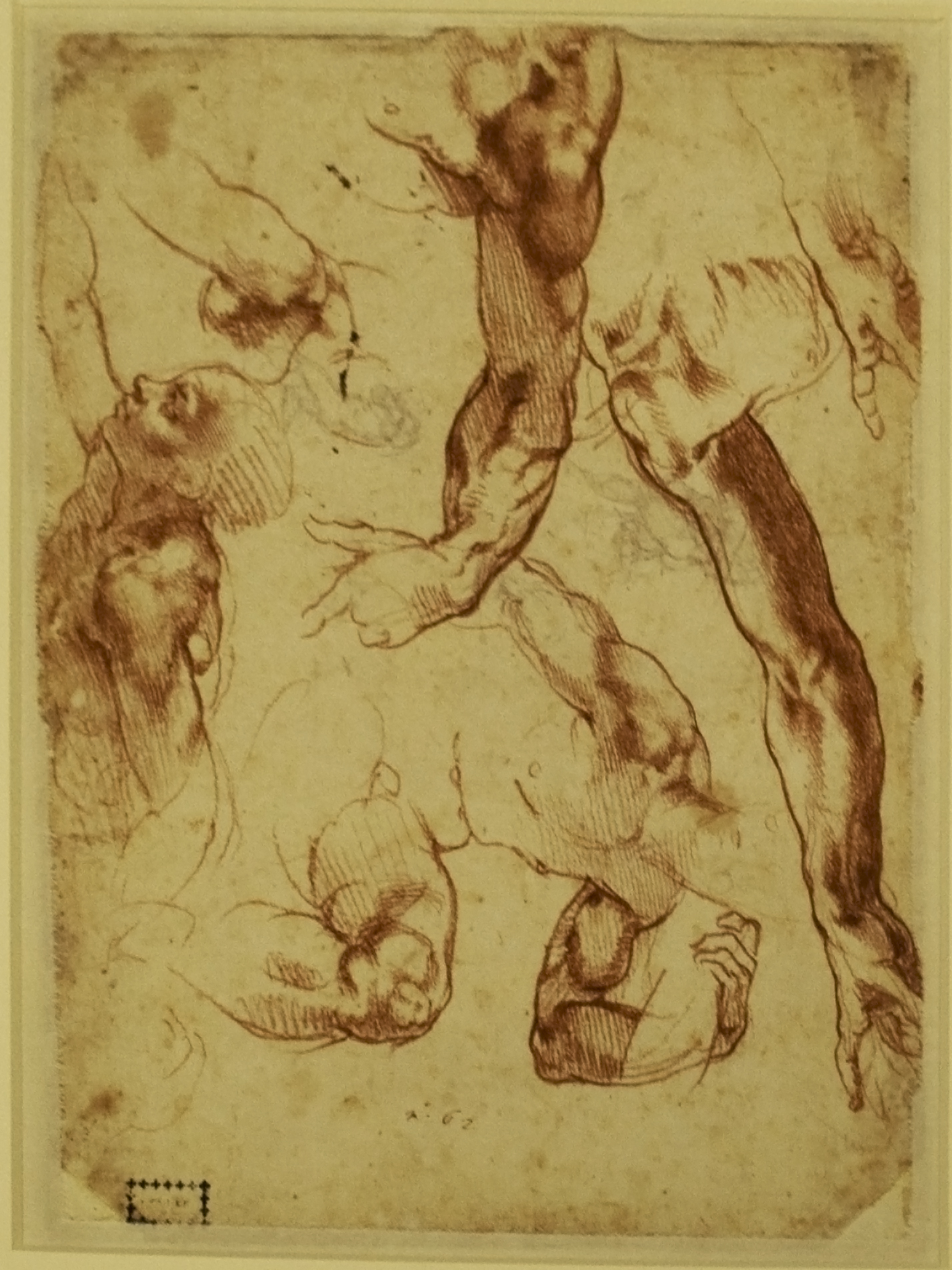
Штудія рук до зображення Найвищого Бога та Адама в Сикстинській каплиці

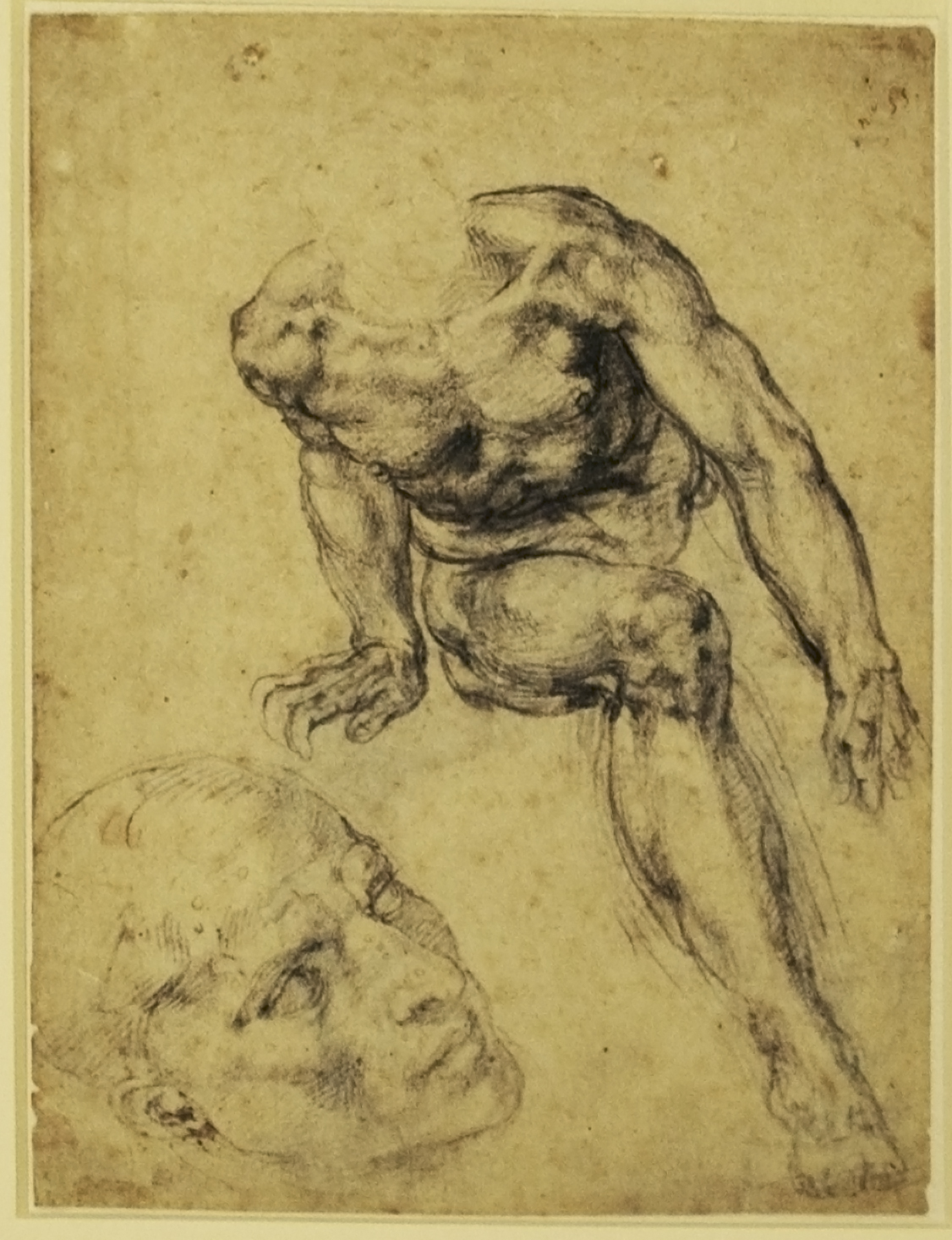
Штудія до зображення Св. Лаврентія
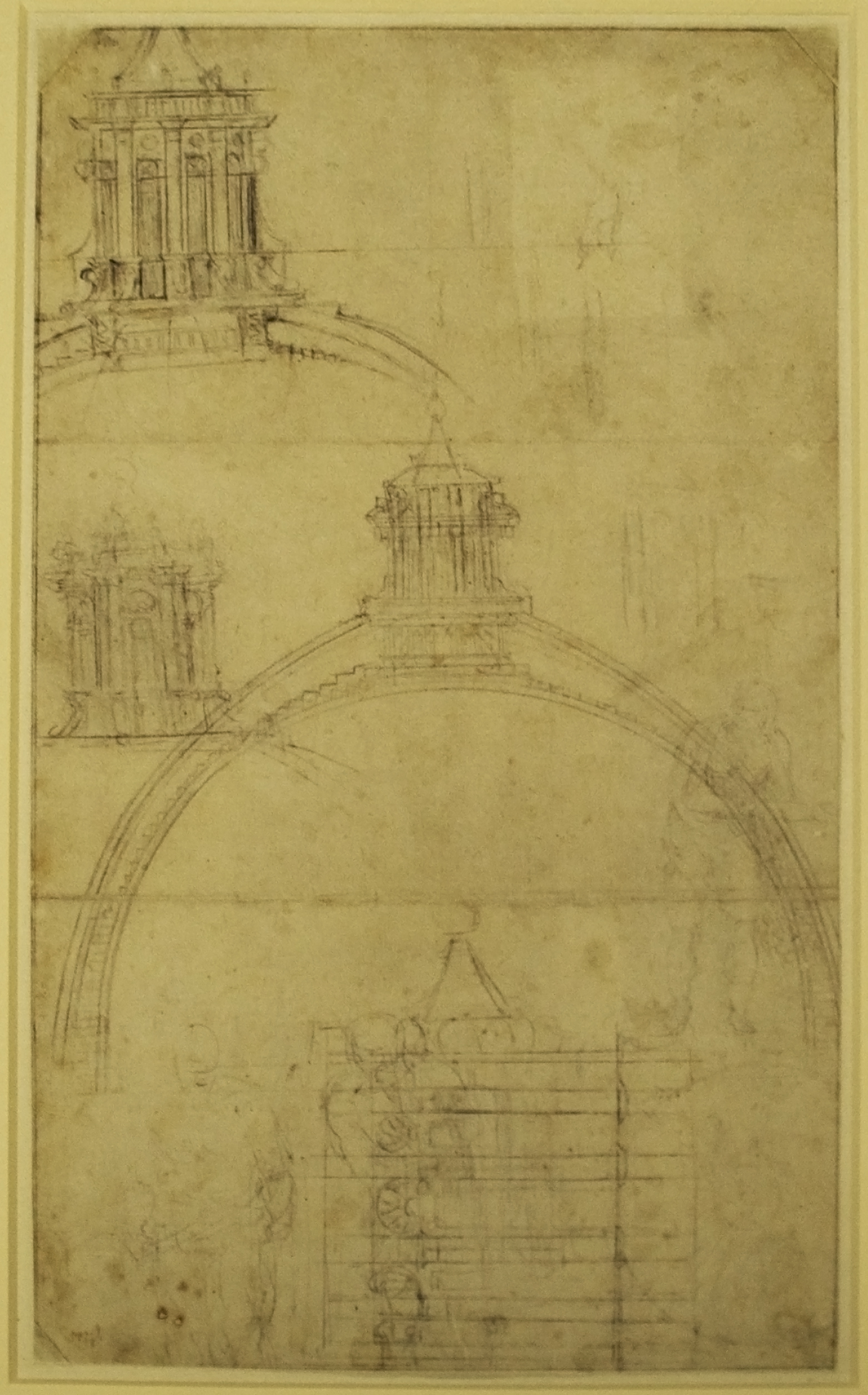
Малюнок купола та архітектурного ліхтарика
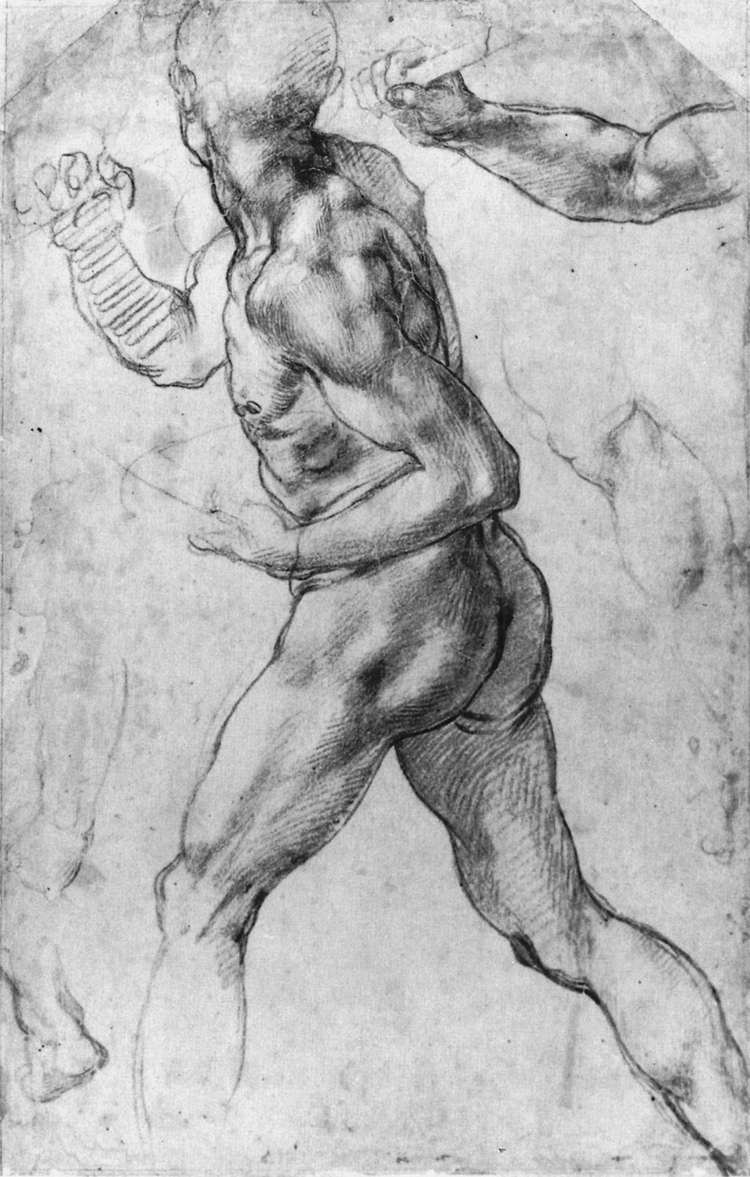
Фігура вояка для «Баталії при Кашина»
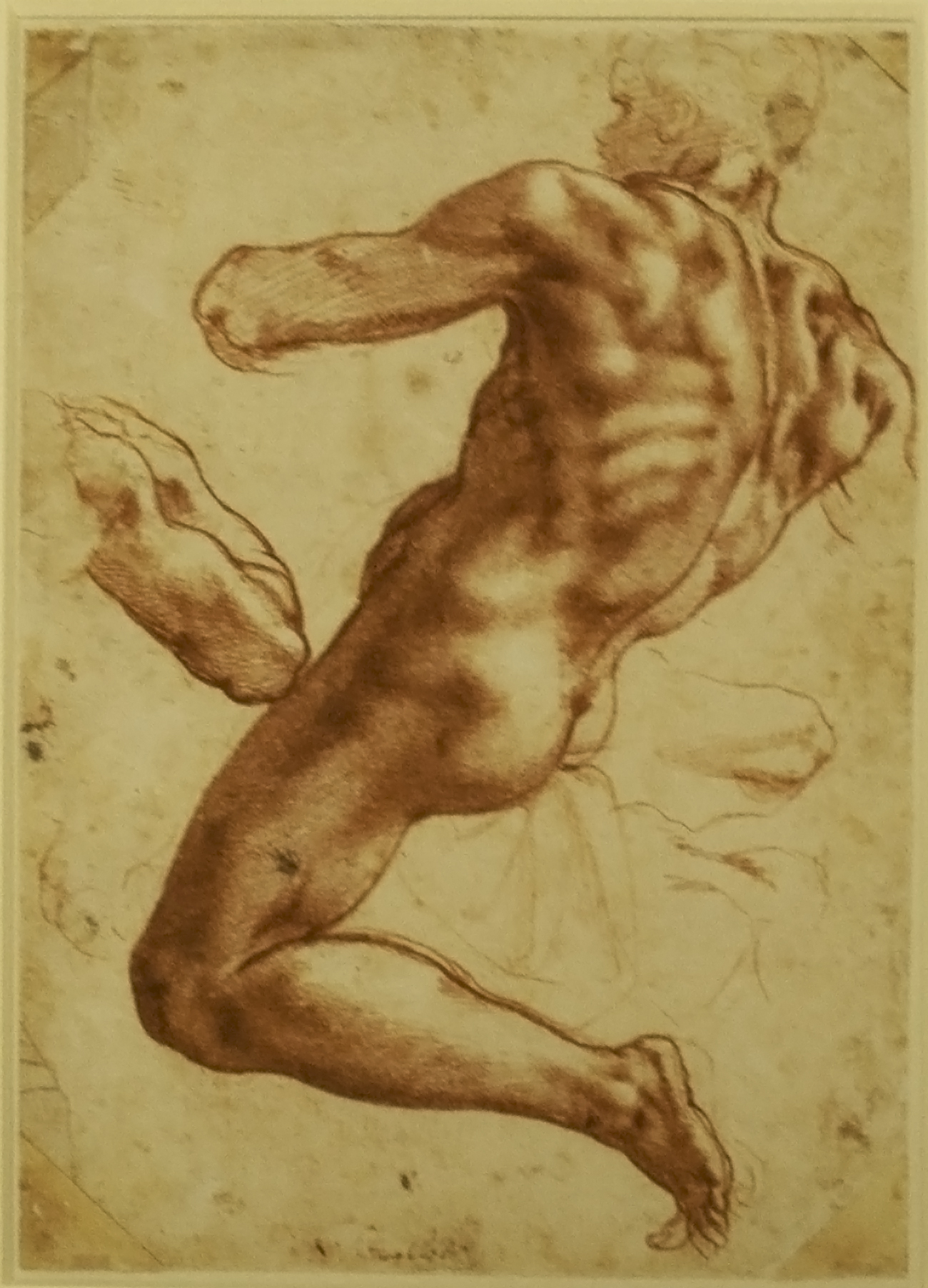
Штудія щитоносця для стелі Сікстинської каплиці

## Малюнки старих майстрів

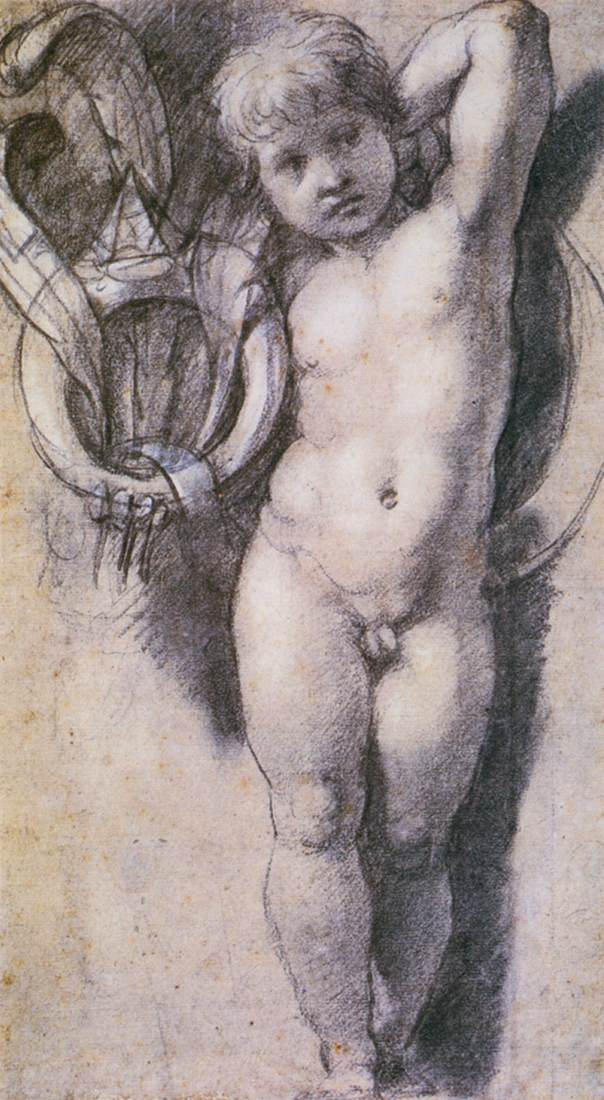
Малюнок Рафаеля Санті
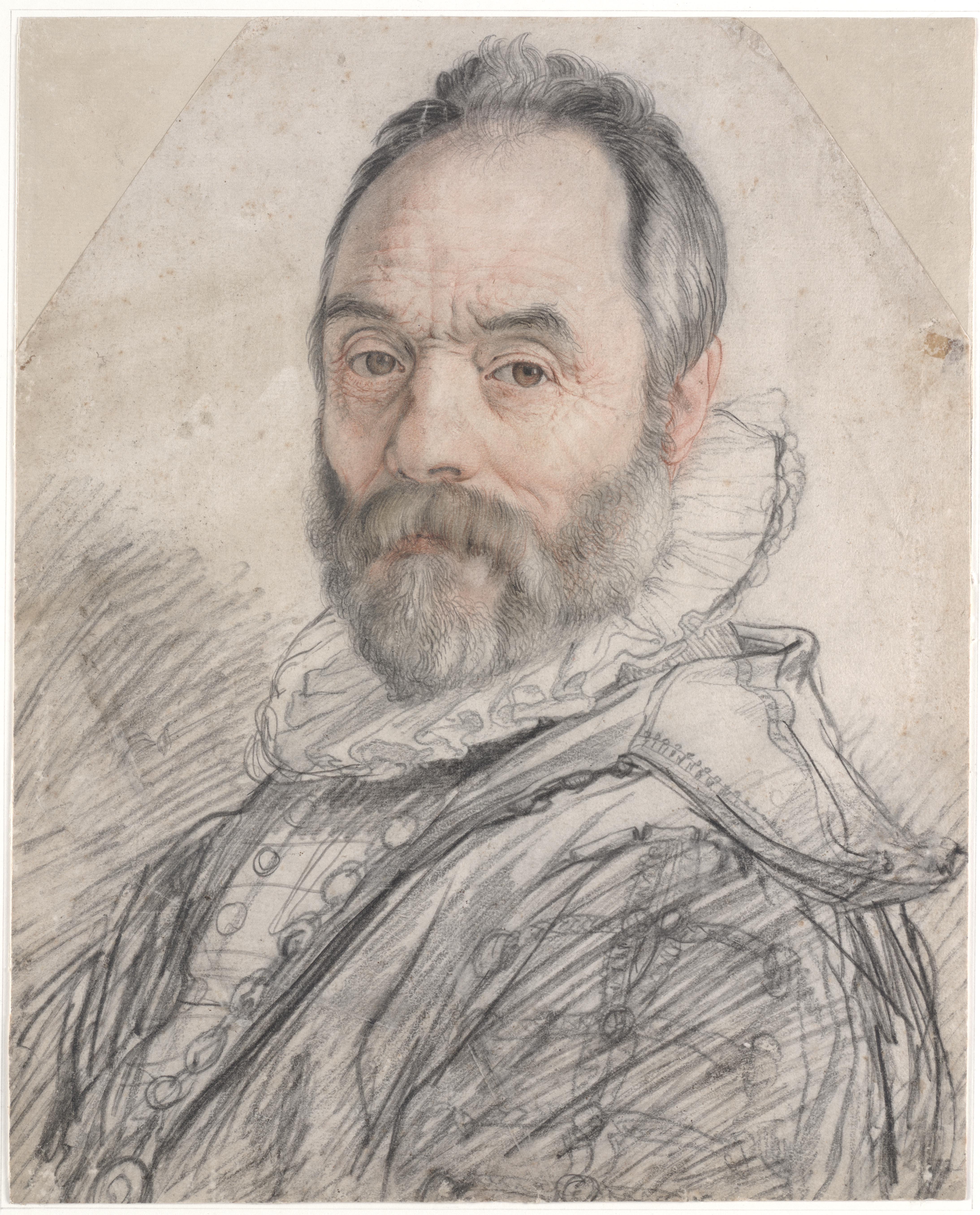
Гендрік Гольціус. Портрет Джованні да Болонья, скульптора
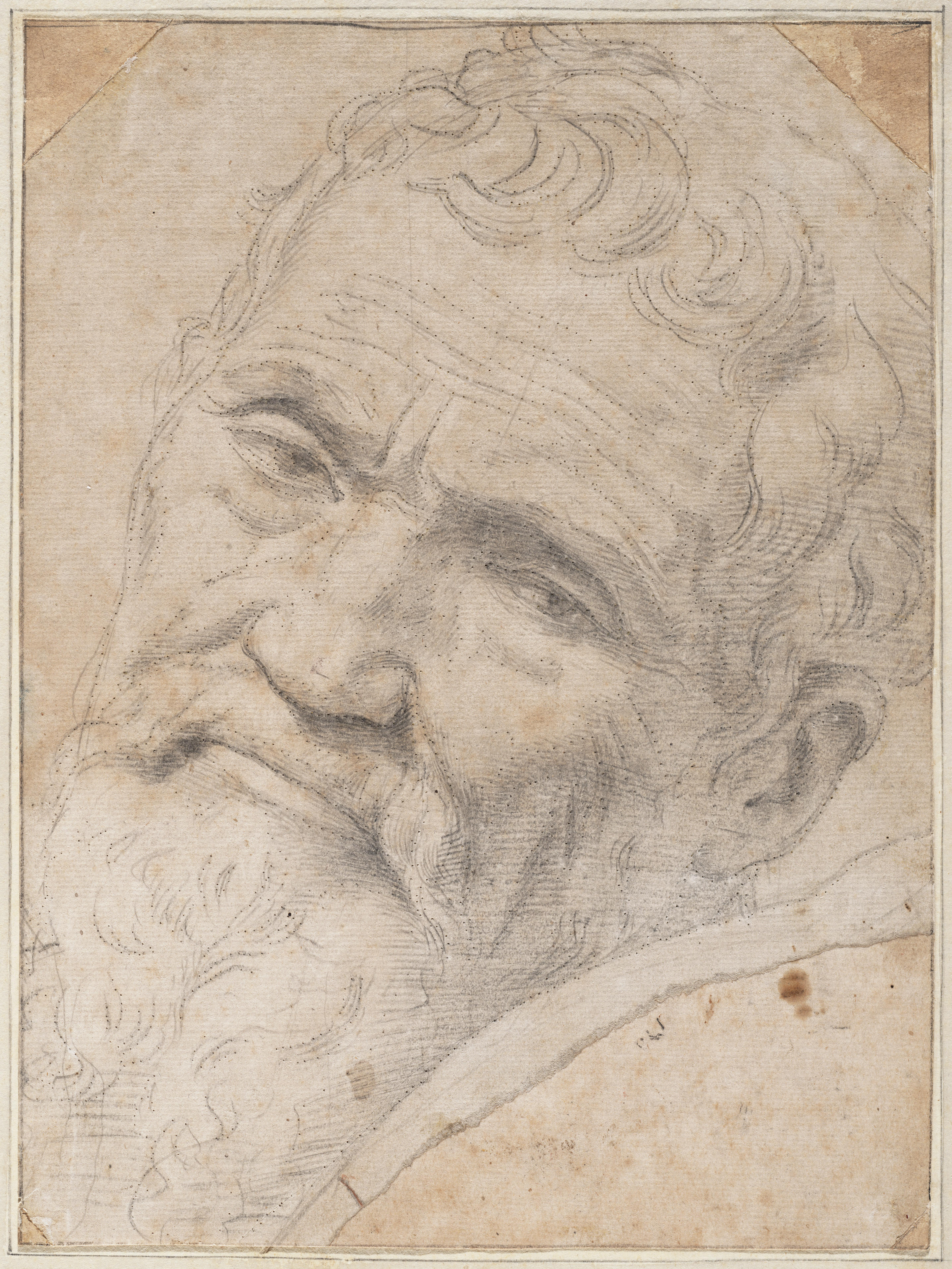
Даніеле да Вольтерра. Портрет Мікеланджело.
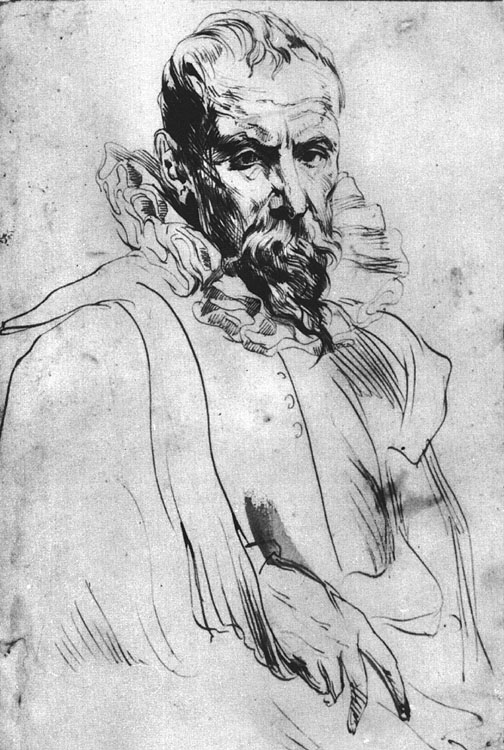
Антоніс ван Дейк. Портрет Пітера Брейгеля молодшого.

## Експозиція історичних наукових приладів

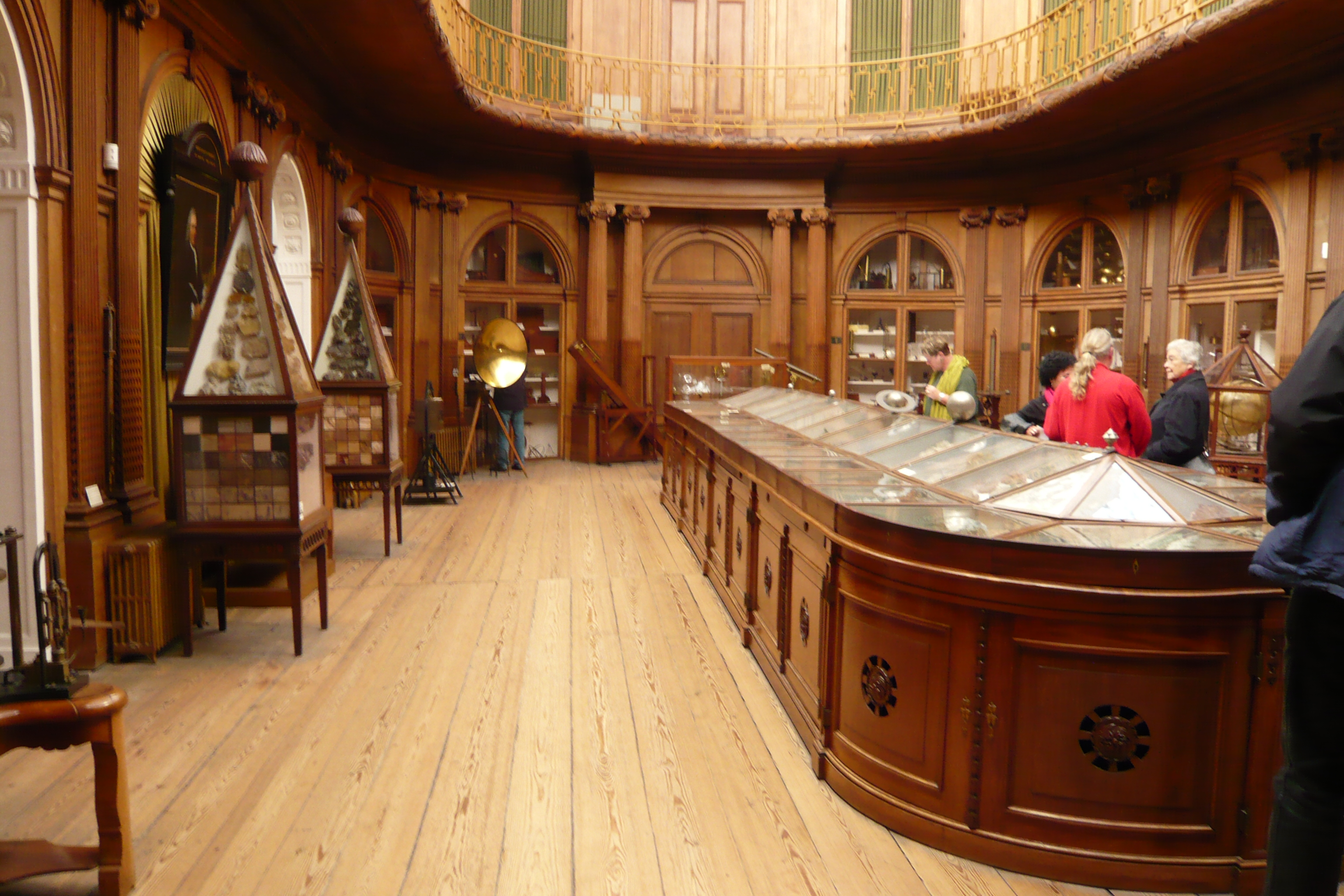
Палеонтологічні знахідки
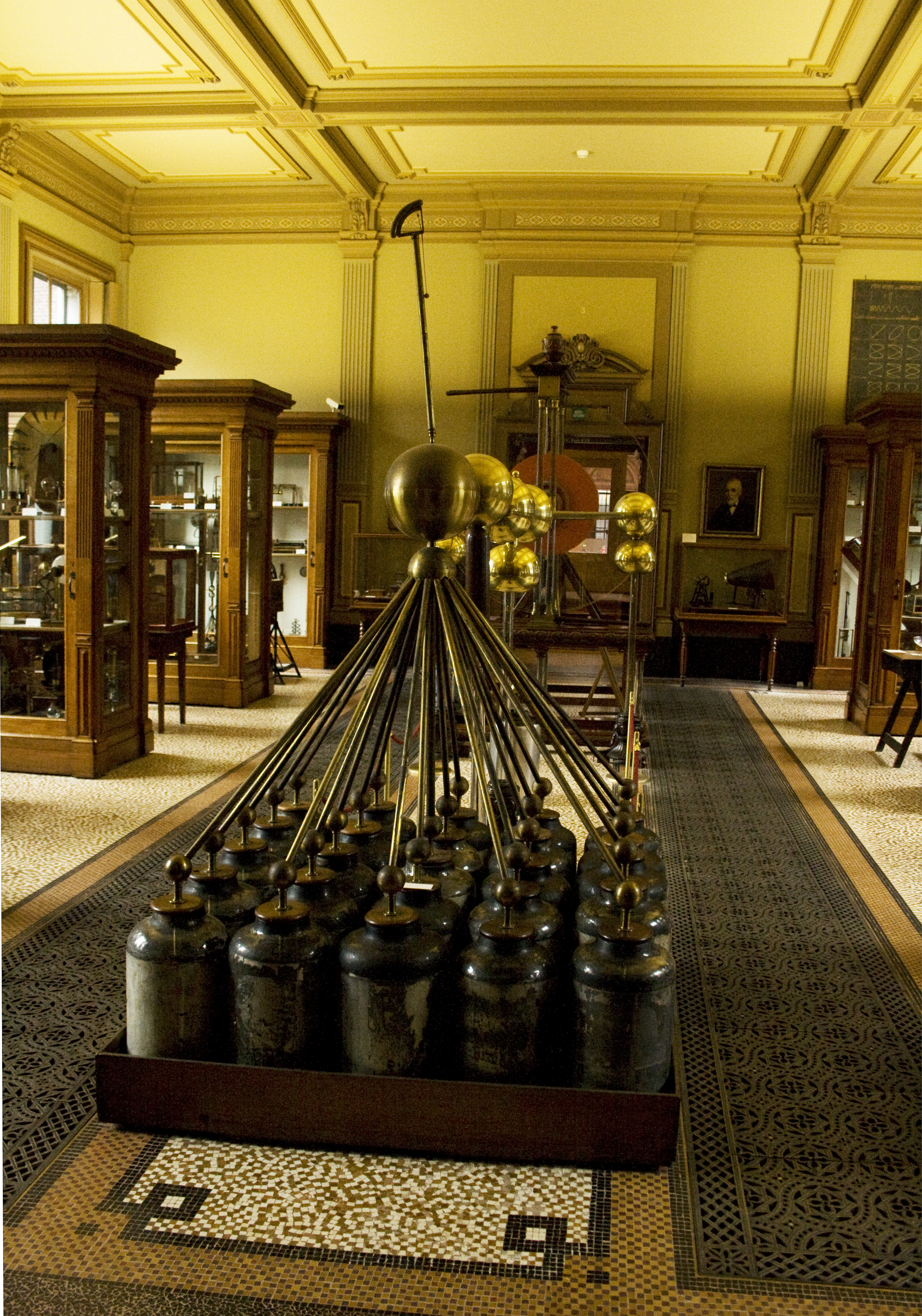
Зала історичних приладів
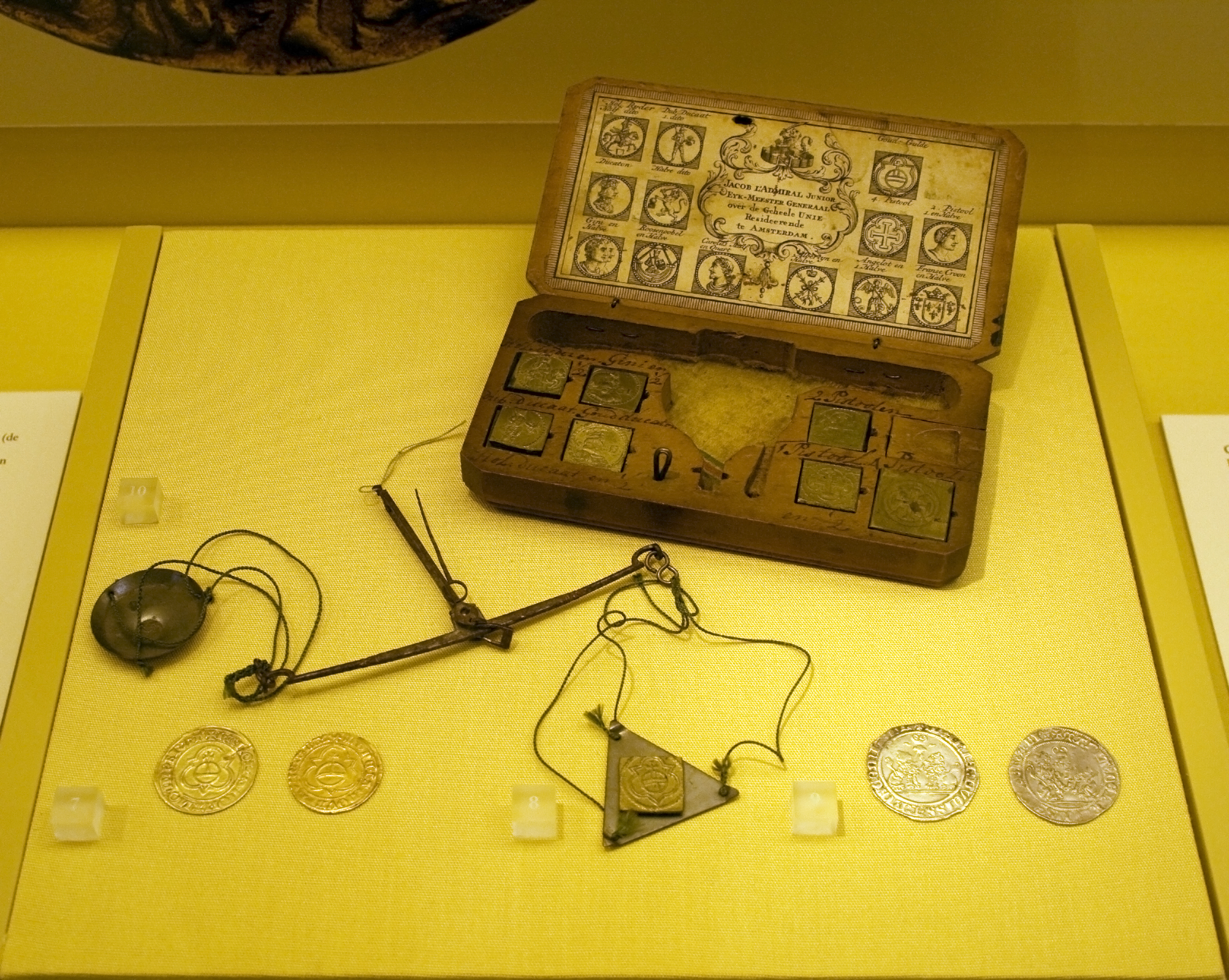
Банківські терези для важення коштовних металів, 18 ст.
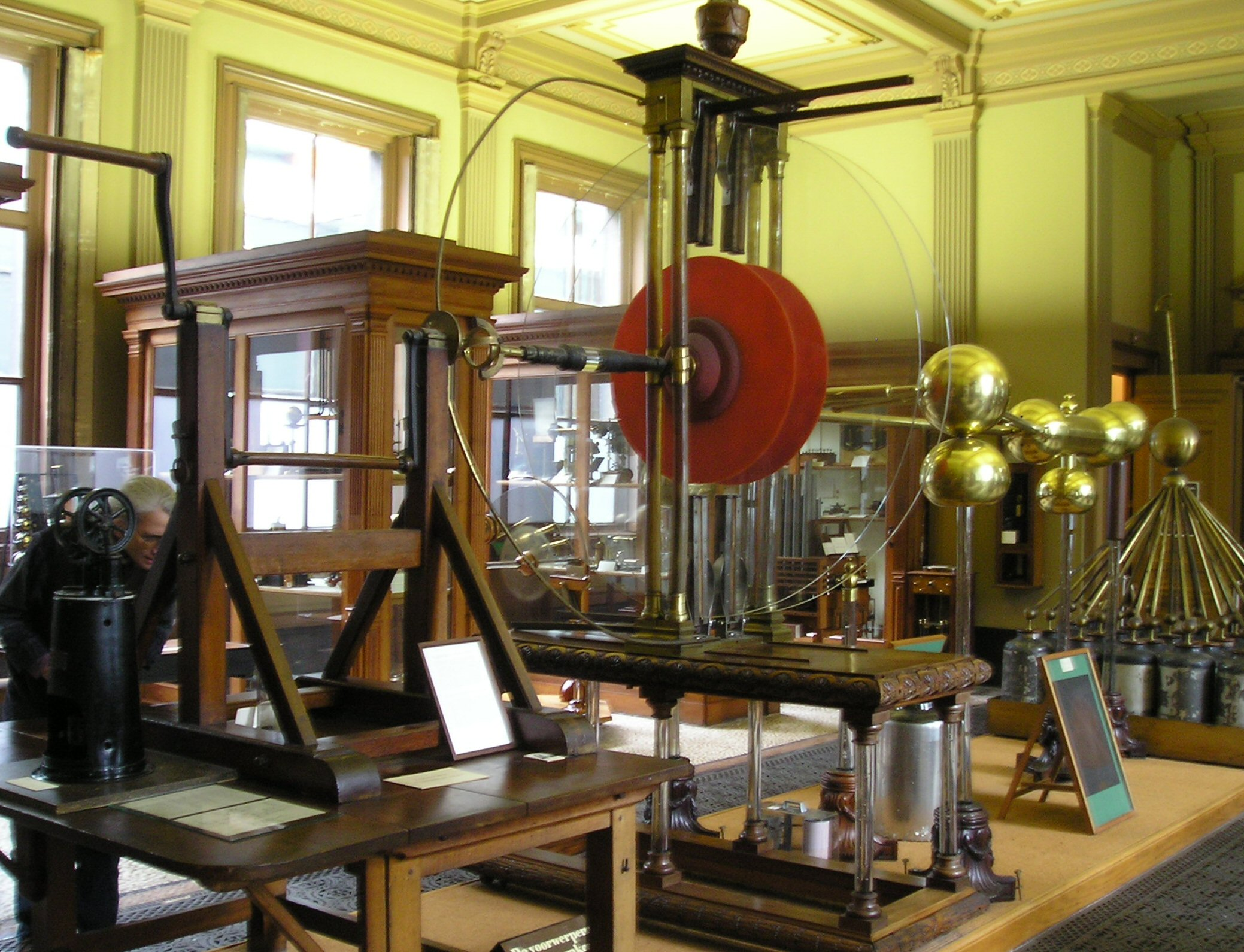
Стародавній електричний генератор

## Живопис провінційних майстрів музею Тейлора

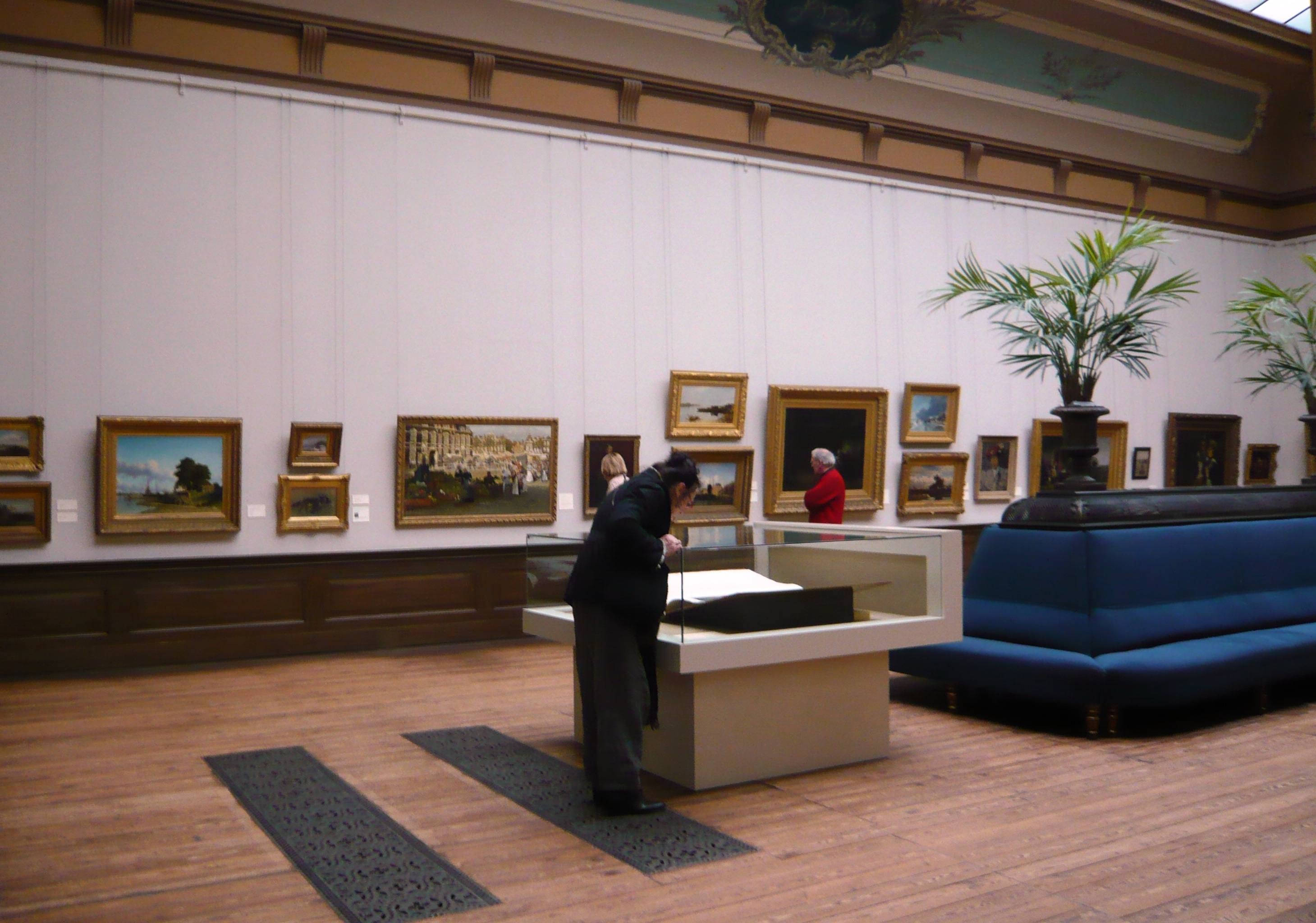
Картинна галерея

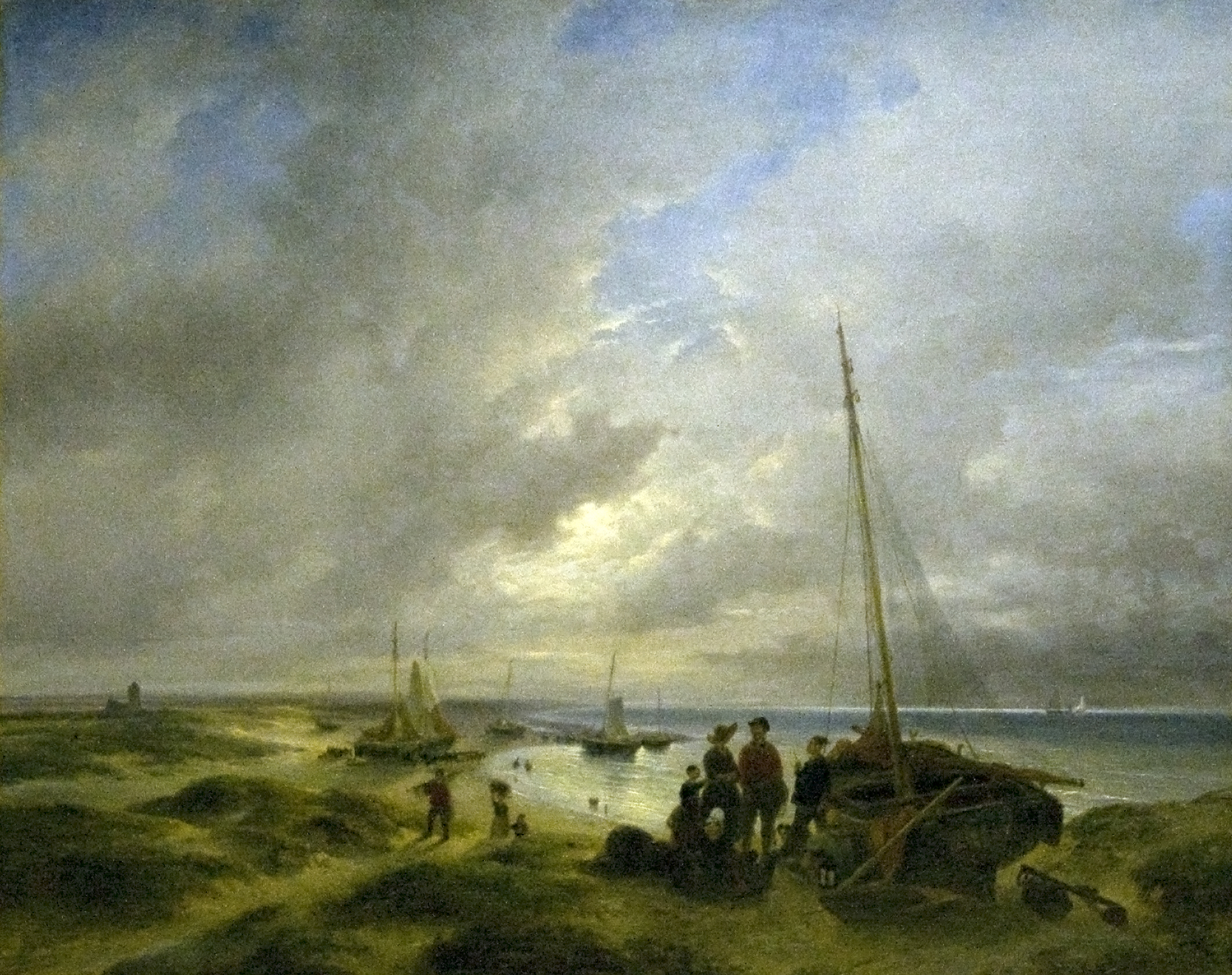
Андреас Шелфхют. «Узбережжя коло Катвейка», 1833 р.
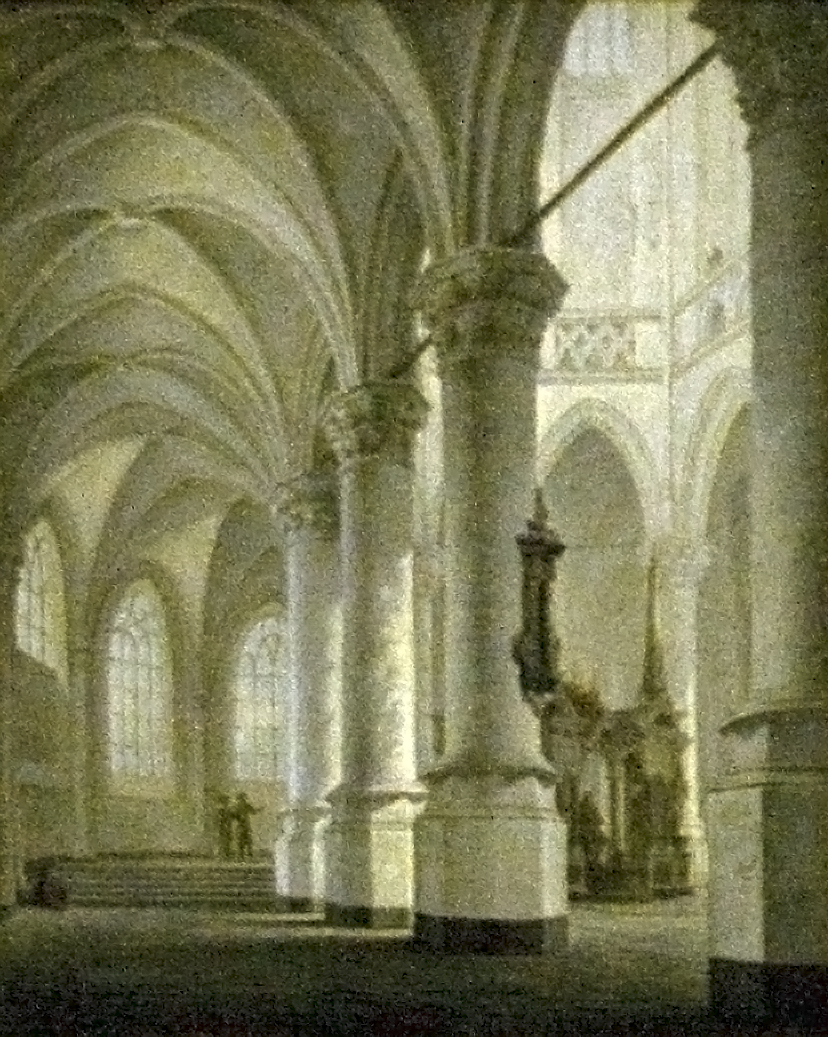
Йоганес Єлгергюс. «Інтер'єр Нової церкви Делфта», 1825 р.
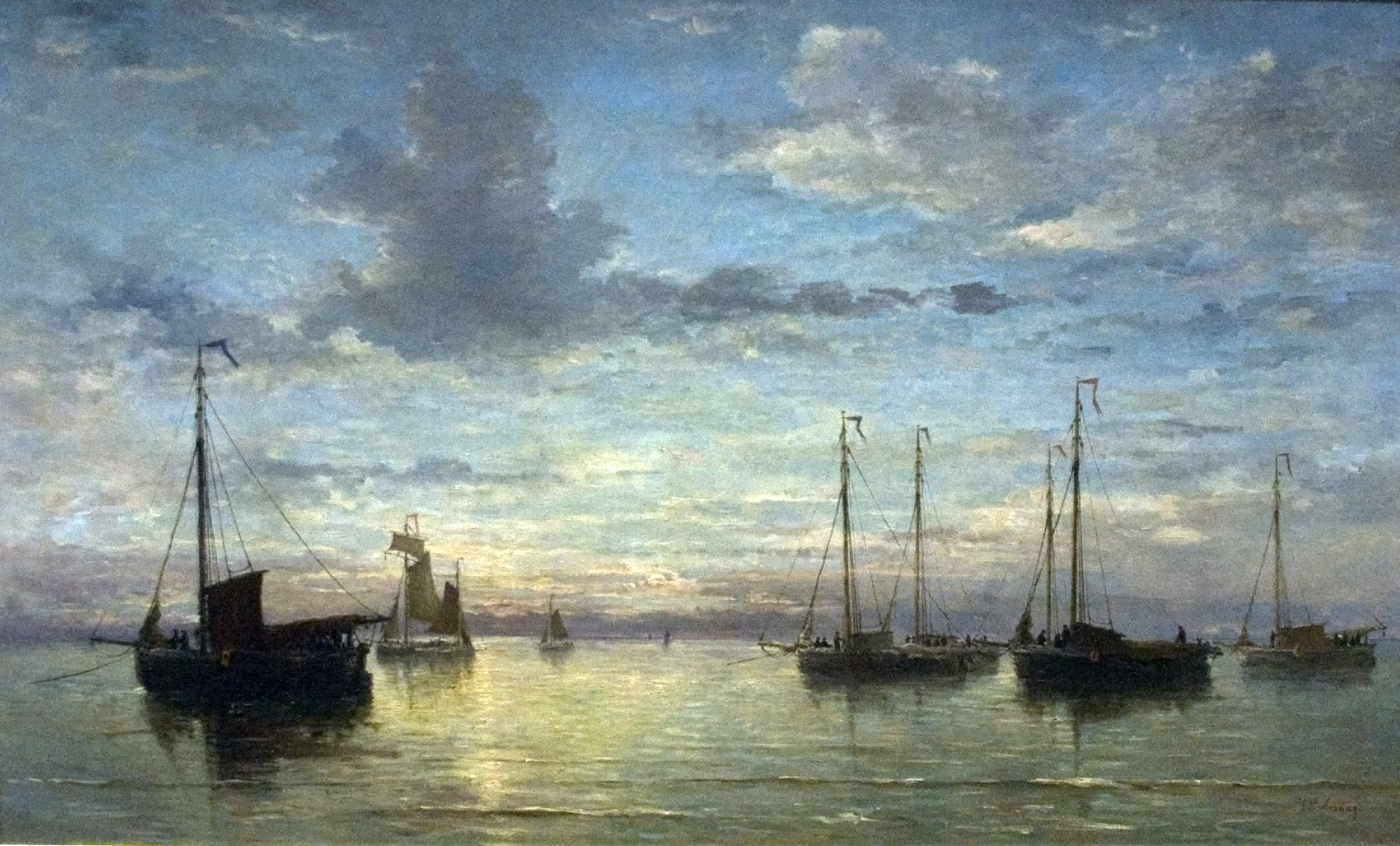
Гендрік Віллем Месдах. «Вечір на морі», 1870 р.
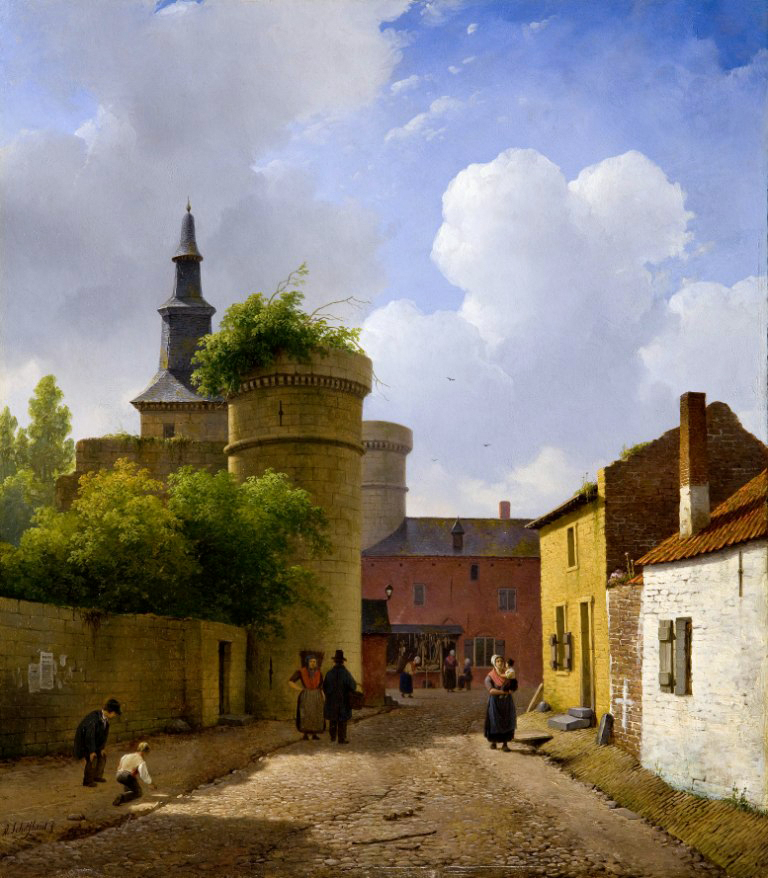
Андреас Схелфгаут. «Вуличка в Гює, Бельгія», 1824 р.
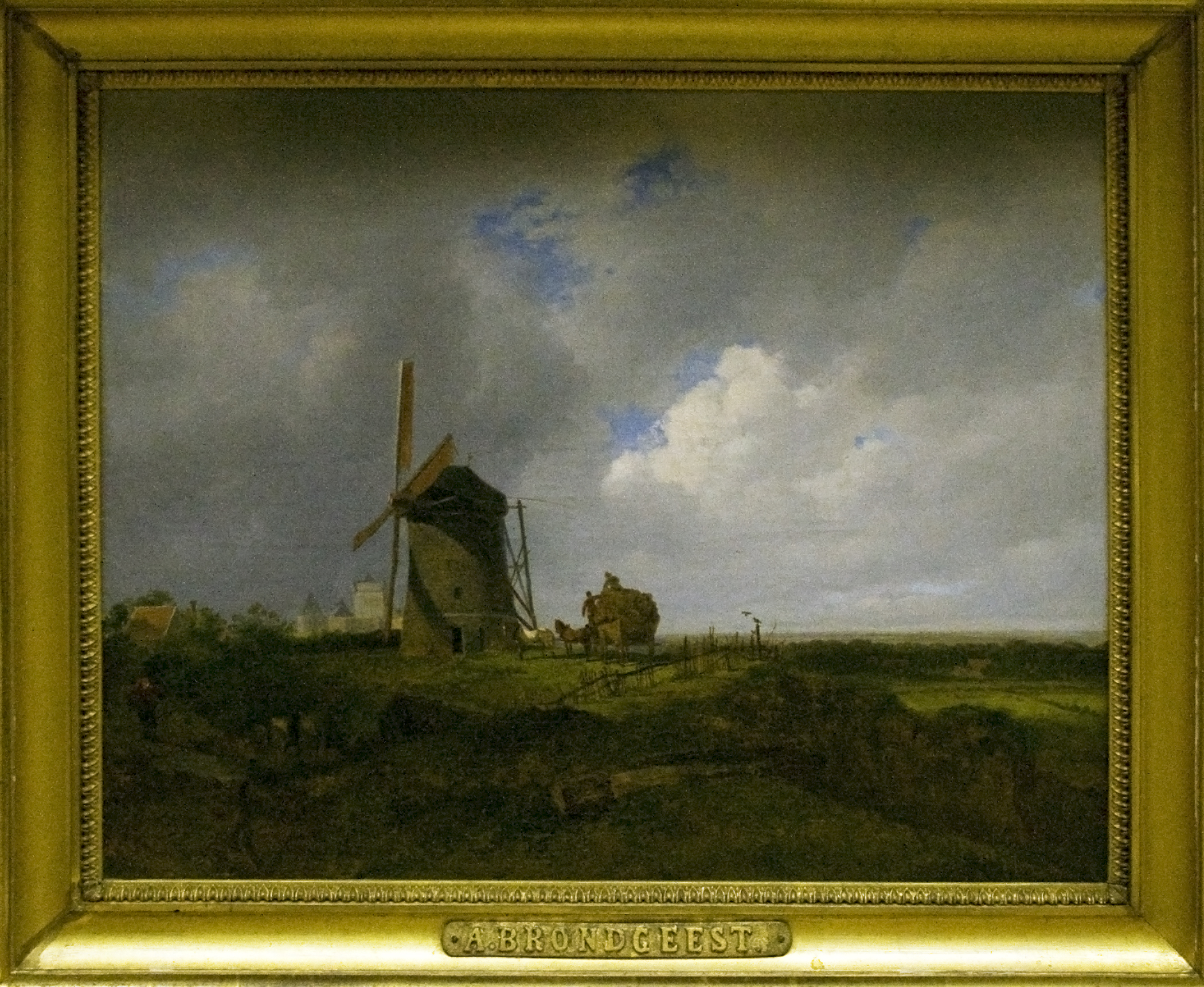
Альберт Бронгест. «Літо», 18
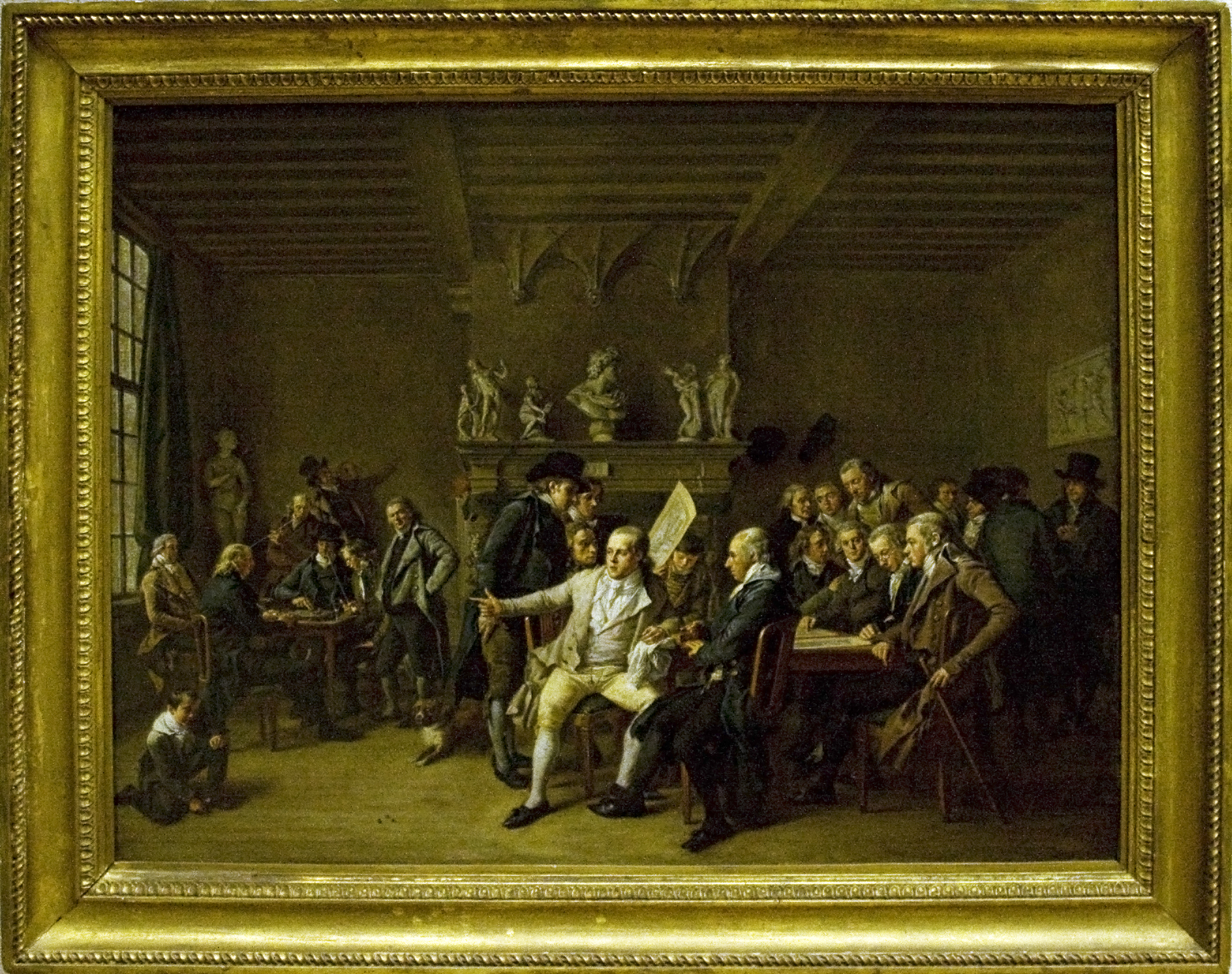
Вібрант Гендрікс. «Малювальна школа в Гарлемі», 1799 р.
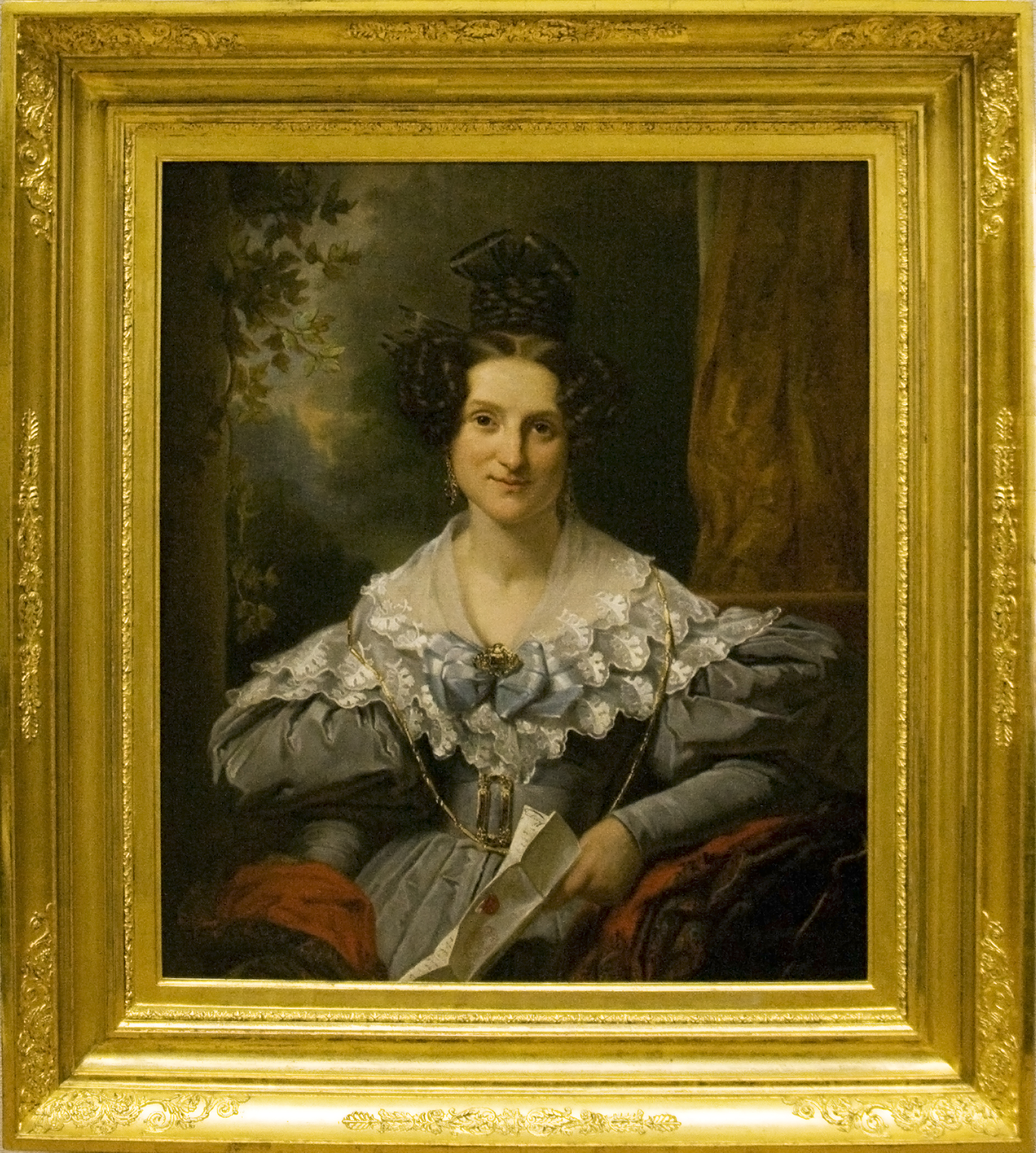
Ян Адам Круземан. «Гендріна Віньї-Хейє», 1834 р.
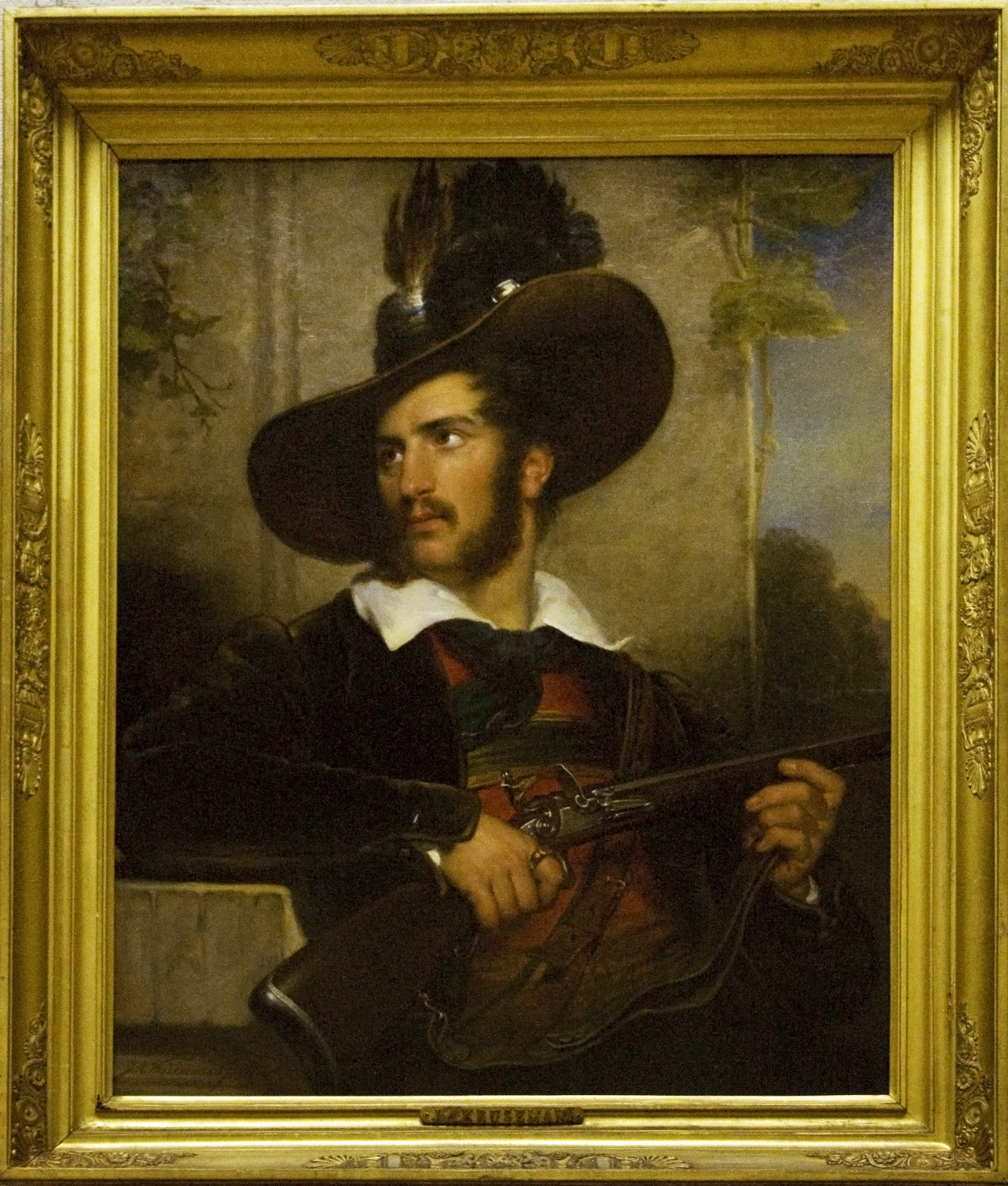
Ян Адам Круземан. «Мисливець», 1832 р.